# Lyn Goldfarb
Lyn Goldfarb, auch Lynn H. Goldfarb, (* 1. Januar 1950 in den Vereinigten Staaten) ist eine US-amerikanische Dokumentarfilmerin (Regisseurin, Produzentin, Drehbuchautorin).

## Leben und Wirken
Lyn Goldfarb wuchs im San Fernando Valley auf, studierte Geschichte als Hauptfach und schloss mit einem Magister in Frauenstudien ab. Anschließend wandte sich die Kinobegeisterte dem Dokumentarfilm zu und stellte 1979 eine Dokumentation über einen lang anhaltenden Sitzstreik bei General Motors in Flint (Michigan) von Dezember 1936 bis Februar 1937 vor, mit dem die Arbeitsbedingungen und die Löhne verbessert werden sollten. Der Film erhielt den Titel Mit Baby und Banner und brachte Goldfarb und den produzierenden Kolleginnen Anne Bohlen und Lorraine Gray jeweils eine Oscar-Nominierung in der Kategorie Bester abendfüllender Dokumentarfilm ein. Der Film fand national große Beachtung und wurde auch im US-Fernsehen ausgestrahlt.
Dennoch konnte Lyn Goldfarb das gesamte Folgejahrzehnt lang als Filmemacherin nicht weiterarbeiten und legte ihre nächste Arbeit erst zu Beginn der 1990er Jahre vor. Ihre wichtigsten sozial engagierten Arbeiten befassten sich mit US-amerikanischen Befindlichkeiten und rekapitulierten für US-Fernsehsender einstige Großereignisse wie die große Depression seit 1929 ebenso wie lang zurückliegende historische Weltereignisse (Der Erste Weltkrieg mit The Great War, Japans Samurai-Zeit in Japan: Memoirs of a Secret Empire oder das antike Rom in The Roman Empire of the First Century). Zwei ihrer letzten Dokumentationen kehrten in die jüngere kalifornische Gegenwart zurück und offenbarten noch unbekannte Geschichten rund um Los Angeles und seinen ersten schwarzen Bürgermeister Tom Bradley: "Bridging the Divide: Tom Bradley and the Politics of Race" und "The New Los Angeles". Goldfarb produzierte auch "Tom Bradley's Impossible Dream" für High-School-Klassen.
Lyn Goldfarb produzierte darüber hinaus Kurzdokumentarfilme für Museen, Ausstellungen und Non-Profit-Organisationen wie das J. Paul Getty Museum, die American Association of Museums und die Internationale Buchausstellung in Guadalajara. Goldfarb-Dokus wurden mit zahlreichen Preisen bedacht, darunter zwei Emmys, einen George Foster Peabody Award, zwei du-Pont Columbia Awards, einen Golden Mike, einen CINE Golden Eagle, drei bronzene Telly Awards, einen Blue Ribbon und einen Emily Grand Prize beim American Film Festival. Ihre Filme liefen unter anderem auf Filmfestivals in Mannheim, New York, dem Telluride Film Festival, dem Oakland International Film Festival, dem San Francisco Black Film Festival, dem San Fernando Valley International Film Festival; dem San Francisco Laborfest, dem Nosotros American Latino Film Festival, dem Pan African Film Festival, dem Women’s International Film Festival in Miami, dem Latino Film Festival von San Diego, dem Festival Internacional de Cine von Monterrey, dem Aluta International Film Festival in Südafrika sowie in London.
Im Jahr 2022 wurde sie in die Academy of Motion Picture Arts and Sciences (AMPAS) berufen, die alljährlich die Oscars vergibt.

## Filmografie (Auswahl)
Regie/Produktion/Drehbuch
- 1978: Mit Baby und Banner (With Babies and Banners: Stories of the Women’s Emergency Brigade)
- 1991: Danger: Kids at Work
- 1991: A Taste of Freedom
- 1993: The Great Depression
- 1994: From the Heart
- 1995: People in Motion: Ways to Move
- 1996: The Great War and the Shaping of the Century
- 1996: People in Motion: Without Barriers and Borders
- 2001: Empires: The Roman Empire of the First Century
- 2004: Japan: Memoirs of a Secret Empire
- 2006: The New Los Angeles
- 2009: L.A. Working
- 2013: Tom Bradley's Impossible Dream
- 2015: Bridging the Divide: Tom Bradley and the Politics of Race